# Нинослав Станојловић
Нинослав Станојловић (Јагодина, 20. новембар 1964) српски историчар који годинама проучава прошлост старе Јагодине и животописе знаменитих Јагодинаца.

## Биографија
У Јагодини (тада Светозарево) завршио је основну и средњу школу, да би даље школовање наставио у Београду, где је дипломирао на Одељењу за историју Филозофског факултета у Београду. Као професор историје радио је у јагодинској Економско-трговинској школи „Славка Ђурђевић” (у периоду 1990–1992) и јагодинској основној школи 17. октобар (од 25. јануара 1993. до данас).
Осим педагошким радом, бави се проучавањем богате прошлости старе Јагодине и животописима знаменитих личности знаменитих Јагодинаца.
Написао је преко стотину оригиналних научних радова, студија и прилога, објављених у тридесетак стручних часописа, као и тридесетак рецензија. Осим у стручној, заступљен је и у публицистичкој периодици, са неколико десетина прилога, од чланака, осврта, приказа до фељтона.
Учесник је више од педесет научних скупова, симпозијума и округлих столова и беседник на стотинак јавних предавања и промоција књига и часописа. Реализовао је као аутор (и коаутор) и неколико изложби, са историјском тематиком.
Гостовао је у бројним радио и телевизијским емисијама, које су се бавиле прошлошћу Јагодине и Поморавља, у медијима са локалном и националном фреквенцијом. Члан је редакција неколико локалних часописа.
Сарадник је Центра за српске студије Филозофског факултета у Београду (у својству реализатора) и новосадске Матице српске (као аутор биографија), на националном пројекту „Српски биографски речник”. Члан је Лексикографског одбора Матице српске.
Такође је активно сарађивао  и сарађује са свим институцијама културе у Јагодини.
Члан је Друштва историчара Србије „Стојан Новаковић”, Европског удружења професора историје Euroclio, Српског историјског друштва, Научног друштва за историју здравствене културе Србије, Центра за митолошке студије Србије и Књижевног клуба „Ђура Јакшић“ из Јагодине.
Добитник је бројних награда и признања, од којих се истичу књижевне награде Живојин Павловић, Poeta primus и Јухорско око, односно публицистичке Слободан Жикић и Драгојло Дудић (два пута).